# Palácio de Christiansborg
O Palácio de Christiansborg (em dinamarquês:  Christiansborg Slot) é um palácio e prédio governamental, é a sede do Parlamento Dinamarquês (Folketinget), escritório do Primeiro Ministro e da Suprema Corte da Dinamarca, é a única construção do mundo que abriga os três poderes simultaneamente. Algumas partes do palácio, também são usadas pelo monarca, incluido as Salas de Recepções Reais, a Capela e os Estábulos Reais. Está localizado na ilha de Slotsholmen, no centro de Copenhague.

## História
A primeira construção do local foi o Castelo de Absalão construído pelo arcebispo Absalão de Lund em 1167, que foi demolido pela Liga Hanseática que construiu o Castelo de Copenhague em 1369.
O primeiro Christiansborg foi feito pelo rei Cristiano VI em 1746, o prédio foi destruído por um incêndio em 1794, o segundo Christiansborg foi reconstruído em 1828 pelo rei Frederico VI, o prédio foi destruído por outro incêndio em 1884, o terceiro e atual Christiansborg foi inaugurado em 1928 e as ruínas do Castelo de Absalão se tornaram acessíveis ao público.

## Galeria

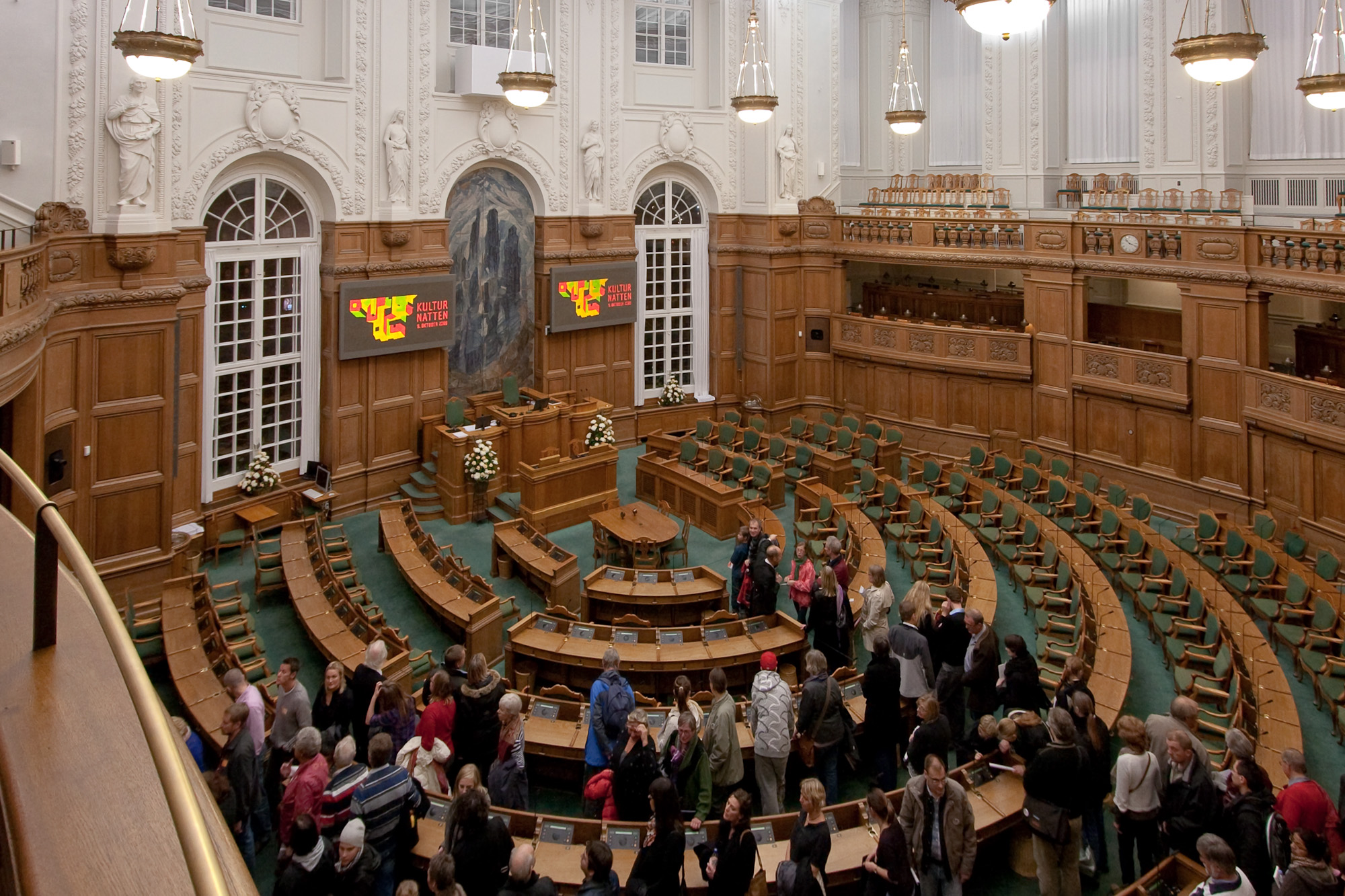
O Folketing, o parlamento da Dinamarca.
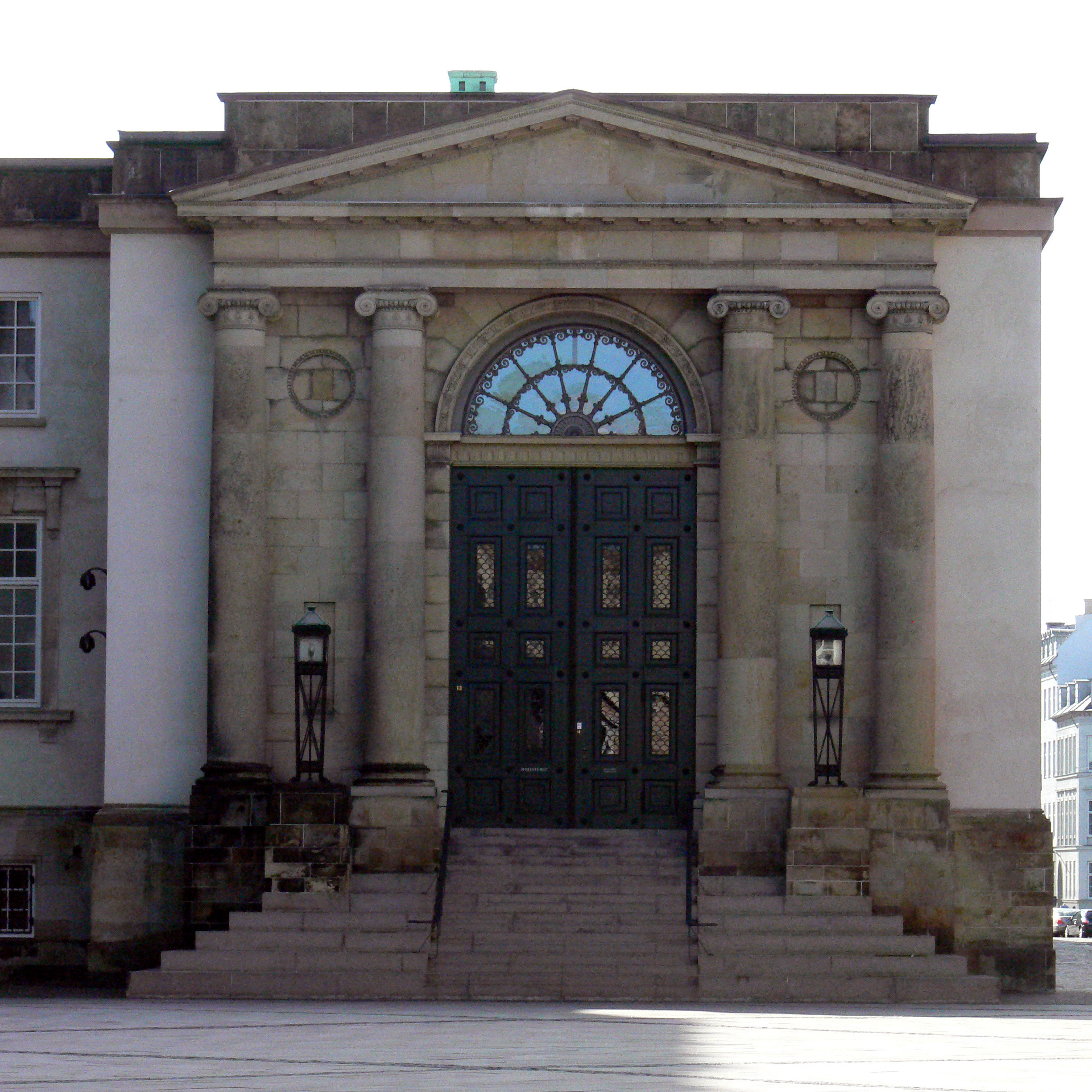
Entrada do Højesteret, a Suprema Corte da Dinamarca.
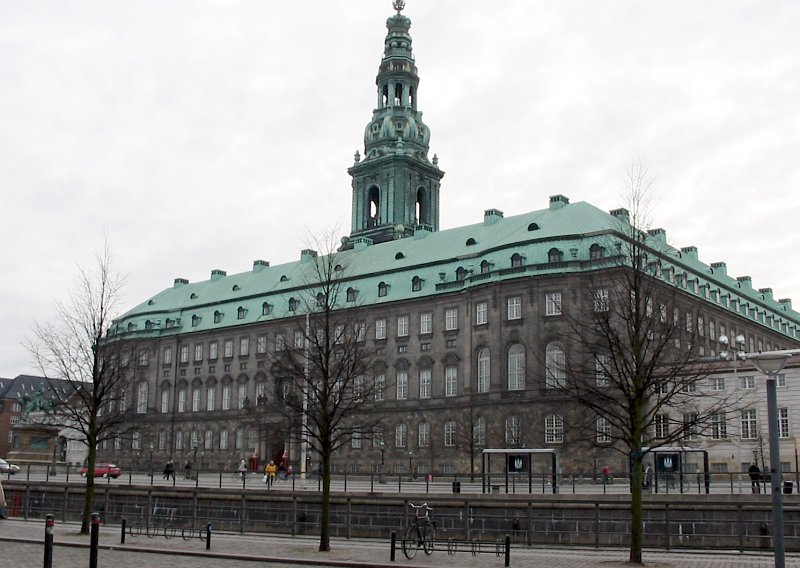
Palácio de Christiansborg